# Distrito Municipal de Sedibeng
Sedibeng es un distrito municipal de Sudáfrica, ubicado en la parte sur de la provincia de Gauteng.
Se divide en tres municipios locales y en áreas de gestión.
La capital del distrito de Sedibeng es Vereeniging. Los idiomas más hablados por los 916.484 habitantes son el sesoto (46,7%), el zulú (16,0%) y el afrikáans (15,2%).

## Municipios locales
El distrito incluye los siguientes municipios locales:
- Emfuleni
- Midvaal
- Lesedi

## Política
El alcalde electo del distrito municipal de Sedibeng es Simon Mofokeng.

## Corrupción
En 2020, el Departamento de Gobernanza Cooperativa (DCoG) decidió actuar en contra de los concejales que en 2018 aprobaron un gran aumento de sueldo para su gerente municipal Stanley Khanyile. En 2020, Khanyile fue asesinado a tiros en Meyersdal, Alberton,  antes de que pudiera comparecer por cargos de fraude, robo y lavado de dinero derivados de su mandato como jefe de un departamento en la provincia Cabo Oriental.